# Vasilije Janjičić
Vasilije Janjičić (Zúrich, Suiza, 2 de noviembre de 1998) es un futbolista suizo que juega en la posición de centrocampista para el F. C. Thun de la Challenge League.

## Clubes
| Club              | País      | Año       |
| ----------------- | --------- | --------- |
| F. C. Zürich      | Suiza     | 2015-2016 |
| Hamburgo S. V. II | Alemania  | 2016-2017 |
| Hamburgo S. V.    | Alemania  | 2017-2019 |
| F. C. Zürich      | Suiza     | 2019-2022 |
| N. K. Celje       | Eslovenia | 2022-2023 |
| F. C. Thun        | Suiza     | 2023-     |